# Darth Maul
Darth Maul är en fiktiv rollfigur i Star Wars-universumet. Han är huvudantagonisten i Star Wars: Episod I - Det mörka hotet där han porträtteras av stridskonstnären Ray Park medan Peter Serafinowicz gör rösten.
I filmen figurerar Maul som lärling till Darth Sidious, en mystisk Sithlord som bakom kulisserna manipulerar de stora händelserna i galaxen. Med en dubbelbladig ljussabel som främsta vapen och tränad svärdsmästare, tjänstgör Maul som Darth Sidious personliga lönnmördare vars främsta uppdrag är att eliminera Obi-Wan Kenobi och Qui-Gon Jinn.

## Biografi

### Blockaden av Naboo
Darth Maul är lärling till sithlorden Darth Sidious och sänds av sin mästare för att stoppa de två jediriddarna (Obi-Wan Kenobi och hans mästare Qui-Gon Jinn) som fått i uppdrag av jediorden att hjälpa drottningen Amidala att fly från sin planet Naboo. På Tatooine möter Darth Maul Qui-Gon Jinn i en kort men intensiv duell. Darth Maul använder dock bara en sida av sitt dubbeleggade ljussvärd. Qui-Gon flydde från planeten, men hade sina aningar om att Maul kunde vara en sith, och att han kommit dit för att ta fast Amidala.
I Naboos huvudstad Theed möts Maul, Qui-Gon och Obi-Wan i hangaren. De börjar strida, och efter en våldsam strid mellan de två jediriddarna och sithlorden blir Qui-Gon Jinn spetsad av Darth Mauls ljussabel och avlider. Obi-Wan störtar då fram och hugger av Darth Mauls lasersvärd på mitten. Striden fortsätter och Darth Maul knuffar ner Obi-Wan i ett hål djupt i golvet men Obi-Wan lyckas hålla sig fast i kanten men hans ljussabel försvinner ner. Obi-Wan häver sig upp ur hålet och drar samtidigt till sig sin mästares ljussabel som ligger på golvet. Obi-Wan landar precis framför den förvånade Darth Maul och klyver honom på mitten. Detta är det enda tillfälle i filmen som Darth Maul blinkar.
Mordet på Qui-Gon lägger ansvaret för Anakin Skywalkers träning i Obi-Wans händer, vilket sätter igång handlingen för resten av Star Wars-sagan.

### Klonkrigen
Mauls ursprung har utvecklats i Star Wars: The Clone Wars, en animerad serie som utspelar sig mellan Star Wars: Episod II - Klonerna anfaller och Star Wars: Episod III - Mörkrets hämnd. Han beskrivs som en krigare ur klanen Nightbrother på planeten Dathomir, som befolkar planeten tillsammans med den dominanta Nightsisterklanen som består av en grupp kvinnor som utövar häxkonster. Tatueringarna som täcker hans kropp beskrivs som en krigares märkningar, vilket är helt i kontrast mot tidigare källor som identifierar hans kroppssmyckning som en Sithlord. Mauls bror Savage Opress, även han en medlem av Nightbrotherklanen, utses till Greve Dookus nye lönnmördare av Asajj Ventress i ett försök att ta hämnd på greven. Men när Opress försöker döda de båda och som resultat skaffat sig fiender hos både Republiken och Separatisterna, avslöjar Mother Talzin att Maul har överlevt sin tudelning i mötet med Obi-Wan Kenobi och att han lever i exil i utkanterna av galaxen. Talzin skickar iväg Opress till honom för att fullborda sin träning.